# Plectris emarginata
Plectris emarginata är en skalbaggsart som beskrevs av Moser 1921. Plectris emarginata ingår i släktet Plectris och familjen Melolonthidae. Inga underarter finns listade i Catalogue of Life.